# 里夏爾托勒
里夏爾托勒是非洲國家塞內加爾的城市，位於聖路易東南面120公里的塞內加爾河南岸，由聖路易區負責管轄，毗鄰毛里塔尼亞，海拔高度10米，居民主要種植甘蔗，2007年人口約70,000。
16°28′N 15°41′W / 16.467°N 15.683°W